# Chae Bin
Chae Bin (de nacimiento Kim Chae-bin) es una actriz surcoreana. 

## Carrera
Es miembro de la agencia Namoo Actors.
Es conocida como la segunda Geun-young debido a su madurez y consistente actuación, llamó la atención del público por su actuación en la serie Kim Su-ro, The Iron King (2010).

## Filmografía

### Cine
| Año  | Título                         | Rol            |
| ---- | ------------------------------ | -------------- |
| 2010 | Le Grand Chef 2: Kimchi Battle | Young Jang-eun |
| 2011 | The Suicide Forecast           | Jin-hee        |
| 2011 | In Love and War                | Park Seol-hee  |
| 2011 | Link                           | Chae-bin       |
| 2012 | Touch                          | Chae-bin       |

### Series de televisión
| Año   | Título                                          | Papel                          | Red         |
| ----- | ----------------------------------------------- | ------------------------------ | ----------- |
| 2007  | Aún Así El Amor                                 |                                | MBC         |
| 2007  | Chosun Policía: Temporada 1                     |                                | MBC         |
| 2010  | Kim Su-ro, El Rey de Hierro                     | Yeoui                          | MBC         |
| 2012  | Bachelor's Vegetable Store                      | Jin Jin shim (adolescente)     | Canal De Un |
| 2013  | Two Weeks                                       | hija de la mujer sorda (cameo) | MBC         |
| 2013  | El Festival de teatro de "Sobrevivir en África" | Seo Do-yoon                    | MBC         |
| 2014  | Necesito Romance 3                              | Shin Joo-yeon                  | tvN         |
| 2015  | Drama Especial "Vamos a estar quieto"           | Park Da-mi                     | KBS2        |
| 2015  | Espléndida La Política                          | Reina Jangnyeol                | MBC         |
| 2020- | A Man in a Veil                                 | Kang Ye-jin                    | KBS2        |